# Gurkārpo Ri̇̄
Gurkārpo Ri̇̄ är en bergstopp i Kina, på gränsen till Nepal. Den ligger i den autonoma regionen Tibet, i den sydvästra delen av landet, omkring 540 kilometer väster om regionhuvudstaden Lhasa. Toppen på Gurkārpo Ri̇̄ är 6 603 meter över havet.
Runt Gurkārpo Ri̇̄ är det ganska tätbefolkat, med 108 invånare per kvadratkilometer. Närmaste större samhälle är Chongdui, 19,6 km öster om Gurkārpo Ri̇̄. Trakten runt Gurkārpo Ri̇̄ är permanent täckt av is och snö.